# ستاره زیرکوتوله بی

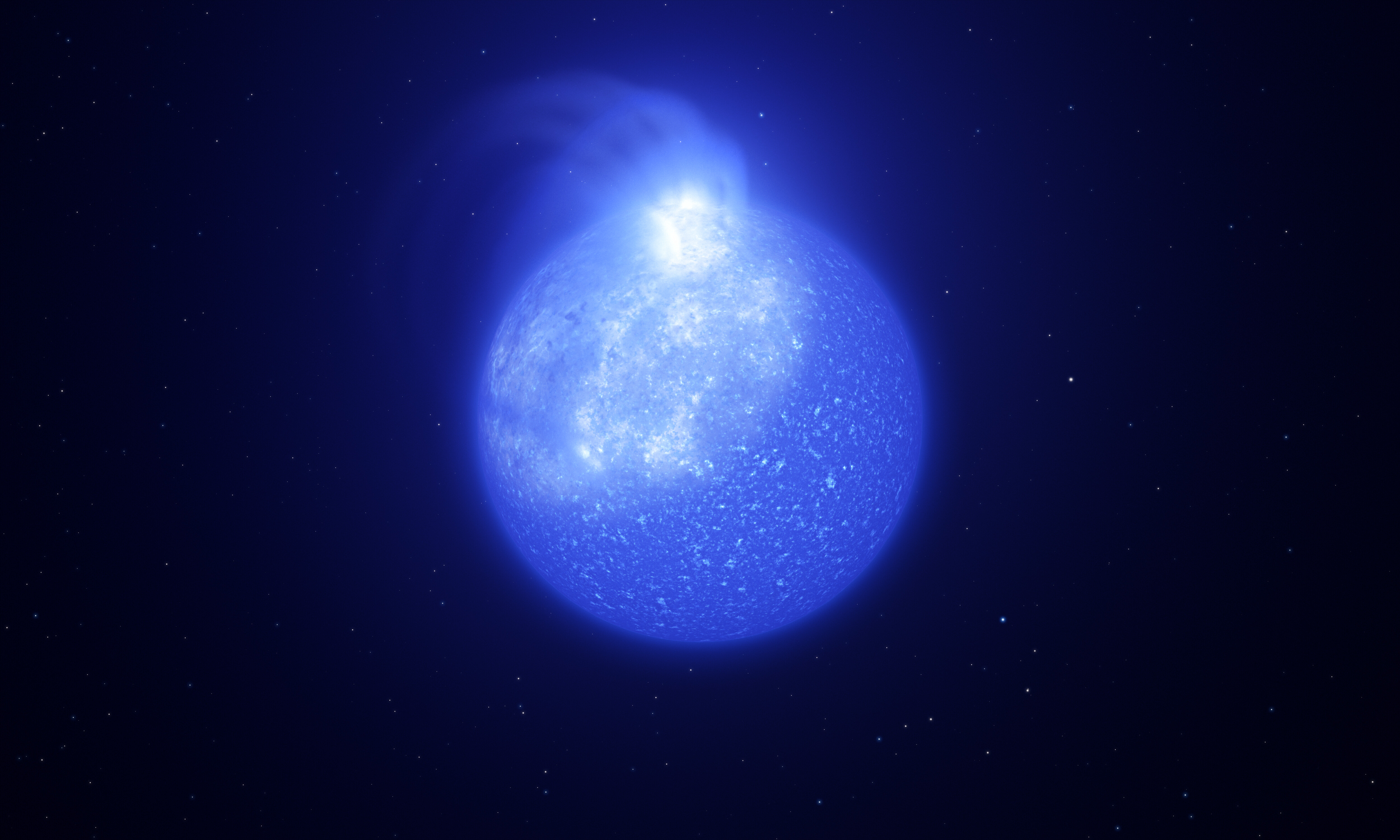
Artist's impression of a sdB star, showing a giant hot spot

ستاره زیرکوتوله بی (انگلیسی: Subdwarf B star) یا B (sdB) نوعی از ستاره‌های زیرکوتوله با نوع طیفی بی B است. آنها با زیرکوتوله‌های معمولی به دلیل داغ‌تر و درخشان‌تر بودنشان تفاوت دارند. آنها در «شاخه افقی افقی» نمودار هرتزسپرونگ-راسل قرار دارند. جرم این ستارگان حدود ۰٫۵ جرم خورشید است و تنها حدود ۱ درصد هیدروژن دارند و بقیه هلیوم هستند. شعاع آنها از ۰٫۱۵ تا ۰٫۲۵ شعاع خورشیدی و دمای سطح آنها از ۲۰۰۰۰ تا ۴۰۰۰۰ کلوین (۱۹۷۰۰ تا ۳۹۷۰۰ درجه سانتیگراد؛ ۳۵۵۰۰ تا ۷۱۵۰۰ فارنهایت) است.

## شکل‌گیری و تکامل
این ستارگان نمایانگر مرحله‌ای دیرینه در تکامل برخی از ستارگان هستند که زمانی ایجاد می‌شود که یک ستاره غول قرمز لایه‌های هیدروژن بیرونی خود را قبل از اینکه هسته شروع به همجوشی هلیوم کند، از دست می‌دهد. دلایل اینکه چرا این از دست دادن جرم زودرس رخ می‌دهد مشخص نیست، اما تصور می‌شود که برهم‌کنش ستارگان در یک سامانه ستاره‌ای دوتایی یکی از مکانیسم‌های اصلی باشد. تک کوتوله‌ها ممکن است نتیجه ادغام دو کوتوله سفید باشند. انتظار می‌رود ستاره‌های sdB بدون گذراندن مراحل غول پیکر به کوتوله‌های سفید تبدیل شوند.
ستارگان زیرکوتوله بی، که درخشان‌تر از کوتوله‌های سفید هستند، جزء مهمی در جمعیت ستاره‌های داغ منظومه‌های ستاره‌ای قدیمی، مانند خوشه‌های کروی، برآمدگی‌های کهکشان‌های مارپیچی و کهکشان‌های بیضی شکل هستند. آنها در تصویرهای فرابنفش برجسته هستند. پیش‌بینی می‌شود که زیرکوتوله‌های داغ دلیل برآمدگی UV در خروجی نور کهکشان‌های بیضوی باشند.
تخمین زده شده است که یک زیرکوتوله نوع بی با جرم خورشیدی ۱ M☉ حدود ۱۰۰ میلیون سال دوام می‌آورد.